# Barbara de Loor
Barbara de Loor (Ámsterdam, 26 de mayo de 1974) es una deportista neerlandesa que compitió en patinaje de velocidad sobre hielo.
Ganó una medalla de oro en el Campeonato Mundial de Patinaje de Velocidad sobre Hielo en Distancia Individual de 2005 y una medalla de bronce en el Campeonato Europeo de Patinaje de Velocidad sobre Hielo de 1997.
Participó en dos Juegos Olímpicos de Invierno, ocupando el cuarto lugar en Nagano 1998 (5000 m) y el sexto en Turín 2006 (1000 m).

## Palmarés internacional
| Campeonato Mundial en Distancia Individual | Campeonato Mundial en Distancia Individual | Campeonato Mundial en Distancia Individual | Campeonato Mundial en Distancia Individual |
| Año                                        | Lugar                                      | Medalla                                    | Prueba                                     |
| ------------------------------------------ | ------------------------------------------ | ------------------------------------------ | ------------------------------------------ |
| 2005                                       | Inzell (Alemania)                          | Medalla de oro                             | 1000 m                                     |
| Campeonato Europeo                         |                                            |                                            |                                            |
| Año                                        | Lugar                                      | Medalla                                    | Prueba                                     |
| 1997                                       | Heerenveen (Países Bajos)                  | Medalla de bronce                          | Clasificación general                      |